# NGC 3262
NGC 3262 je lećasta galaktika u zviježđu Jedru.

## Vanjske poveznice
- (eng.) SEDS: NGC 3262
- (eng.) Revidirani Novi opći katalog
- (eng.) Izvangalaktička baza podataka NASA-e i IPAC-a
- (eng.) Astronomska baza podataka SIMBAD
- (eng.) VizieR